# スンドマニア (小惑星)
スンドマニア (1424 Sundmania) は、メインベルトにある小惑星である。フィンランドの天文学者ユルィヨ・バイサラがトゥルクで発見した。フィンランドの数学者・天文学者のカール・スンドマンにちなみ命名された。